# Bastien Coriton
Bastien Coriton, né le 12 septembre 1981, est un homme politique français.
Il est maire de Caudebec en Caux, puis de la commune nouvelle de Rives-en-Seine (Seine-Maritime) depuis 2016. Il est brièvement député de la cinquième circonscription de la Seine-Maritime après la démission de Christophe Bouillon en 2020, avant de démissionner à son tour pour se consacrer à son mandat de maire.

## Distinction
- Chevalier de l'ordre national du Mérite (7 juin 2024)[3]